# Боса (річка)
Боса (рос. Боса, Босая) — річка в Україні у Балаклавському районі Автономної Республіки Крим, на південному березі Криму. Ліва притока Чорної (басейн Чорного моря).

## Опис
Довжина річки приблизно 5,34 км, найкоротша відстань між витоком і гирлом — 4,78  км, коефіцієнт звивистості річки — 1,12 . Формується багатьма безіменними струмками.

## Розташування
Бере початок на північно-східних схилах гори Пілав Тепе (656,0 м) неподалік від хребта Шайтан-Мердвен. Тече переважно на північний схід через село Родниківське (до 1945 року — Скеле; крим. Skele)  і впадає у річку Чорну.
Населені пункти вздовж берегової смуги: Підгірне (до 1945 року — Календо; крим. Kalendo) 

## Цікаві факти
- На правому березі річки розташовані Скельські менгіри[3] та Скельська печера[3].